# Olga Dysthe
Olga Dysthe, född 9 oktober 1940, är professor emerita på Universitetet i Bergen. Hon har forskat i inlärning och undervisning, skrivande, språk och kommunikation mm. Hon har skrivit läroböcker, vetenskapliga artiklar, och facklitterära böcker mm. Hon har bl.a. skrivit Det flerstämmiga klassrummet som kom ut i Norge 1995.